# ソルマイテス
ソルマイテス（学名：Sormaites）は、日本の北海道で発見されたディプロモセラス科のアンモナイトの属。後期白亜紀チューロニアン期の日本近海に生息した。異常巻きアンモナイトの一つであり、成長初期に螺旋状に成長した後にシャフト部とターン部を繰り返してサクソフォーンやゼンマイのような形状の殻を形成する。ディプロモセラス科としては1984年以来37年ぶりに報告された北海道の新属となった。

## 発見
2015年に当時名古屋大学理学部の4年生であった村宮悠介が蝦夷層群佐久層（上部白亜系チューロニアン階）の分布する北海道中川町の小川で調査を行っていたところ、1個のアンモナイト化石を採集した。この化石の形状から学術的価値を見出した村宮は国立科学博物館の重田康成と共同で2018年から本格的な研究を開始し、追加調査で同種のものと思われる化石を2個採集した。
2021年1月1日に日本古生物学会の英文誌『Paleontological Research』に記載論文が掲載され、新属新種ソルマイテス・テシオエンシス（Sormaites teshioensis）と命名された。学名は「天塩のゼンマイ石」という意味で、属名はアイヌ語でゼンマイを意味するSorma、種小名は中川町周辺の旧地名である天塩にちなむ。

## 特徴と分類
成長初期において殻が螺旋状に成長した後、直線状のシャフト部を形成し、その後はU字型のターン部とシャフト部を繰り返すという構造を取る。そのため全体的な形状はゼムクリップに類似する。これはディプロモセラス科に典型的な成長パターンに似るが、初期段階の巻き方や肋の特徴が他の属種と一致しないことから、新属新種と判断された。なお、巻き方や肋の特徴の近い種には北海道や樺太から報告されているスカラリテス・ミホエンシスやスカラリテス・デンシコスタトゥスがいる。これらの種が後期白亜紀のチューロニアン期やコニアシアン期の種であることから、ソルマイテス・テシオエンシスは中期 - 後期チューロニアン期ごろにどちらかの種から派生したと考えられている。
村宮は殻の形状について、内部（特に気室となっていて軟体部の入っていない螺旋部分）に溜まった気体で浮力を調整していた可能性があると述べている。何を摂食していたかは不明。

## 展示
発見された化石は国立科学博物館に所蔵された。ただし、2021年1月18日から9月30日までは中川町エコミュージアムセンターで展示されている。